# Alsógatyás kapitány: Az első nagyon nagy film
Az Alsógatyás kapitány: Az első nagyon nagy film (eredeti cím: Captain Underpants: The First Epic Movie) 2017-ben bemutatott amerikai 3D-s számítógépes animációs akcióvígjáték, amely a 35. DreamWorks-film, rendezője David Soren, forgatókönyvírója Nicholas Stoller.
A film Dav Pilkey Alsógatyás kapitány kalandjai című, hazánkban is megjelent gyerekkönyvei alapján készült. A főszereplők eredeti hangját Kevin Hart, Ed Helms, Thomas Middleditch és Nick Kroll kölcsönzi.
Az Amerikai Egyesült Államokban 2017. június 2-án mutatták be a mozikban a 20th Century Fox forgalmazásában, míg Magyarországon 2017. november 17-én adták ki DVD-n és Blu-ray-en. Ez volt az utolsó DreamWorks film, amit a 20th Century Fox forgalmazott, miután 2016-ban a Universal Pictures felvásárolta a DreamWorksöt, míg a Disney 2019-ben a 20th Century Foxot.

## Cselekmény
A film főszereplői George Beard és Harold Hutchins, a két negyedikes diák, akik a Jerome Horwitz általános iskola tanulói. A két rosszcsont folyton bajt okoz, szabadidejükben pedig kitalált hősük, Alsógatyás kapitány kalandjait írják. Ám egy napon az igazgató, Benjamin Krupp külön osztályba akarja rakni őket a csínytevések megállítása érdekében, ezért a fiúk egy mágikus gyűrűvel hipnotizálva elhitetik vele, hogy ő Alsógatyás kapitány. A dolog működött – túl jól is, így Alsógatyás kapitány elindul bűnözőkre vadászni, ám semmilyen szuperképességgel nem rendelkezik, ezért George-nak és Harold-nak kell megmentenie őt a bajtól – főleg, mikor egy igazi szuperbűnöző is feltűnik Dr. Pelus személyében.

## Szereplők
| Szereplő                                         | Eredeti hang            | Magyar hang       |
| ------------------------------------------------ | ----------------------- | ----------------- |
| George Beard                                     | Kevin Hart              | Hamvas Dániel     |
| Harold Hutchins                                  | Thomas Middleditch      | Fehér Tibor       |
| Mr. Benjamin "Benny" Krupp / Alsógatyás kapitány | Ed Helms                | Széles Tamás      |
| Dr. Pelus                                        | Nick Kroll              | Karácsonyi Zoltán |
| Melvin Sneedly                                   | Jordan Peele            | Szalay Csongor    |
| Edith                                            | Kristen Schaal          | Kokas Piroska     |
| Tommy                                            | David Soren             | Penke Bence       |
| Dayken néni                                      | Susan Fitzker           | Grúber Zita       |
| Szomorú lány                                     | Tiffany Lauren Bennicke | Hermann Lilla     |
| Lufis lány                                       | Coco Soren              | Hermann Lilla     |
| McPiggly                                         | Leslie David Baker      | Bolla Róbert      |

## Fordítás
- Ez a szócikk részben vagy egészben  a   Captain Underpants: The First Epic Movie című angol Wikipédia-szócikk fordításán alapul.  Az eredeti cikk szerkesztőit annak laptörténete sorolja fel. Ez a jelzés csupán a megfogalmazás eredetét és a szerzői jogokat jelzi, nem szolgál a cikkben szereplő információk forrásmegjelöléseként.